# Gevlekte fruitvlieg
De gevlekte fruitvlieg (Drosophila phalerata) is een vliegensoort uit de familie van de fruitvliegen (Drosophilidae). De wetenschappelijke naam van de soort is gepubliceerd in 1830 door Meigen.